# Grammia ophir
Grammia ophir là một loài bướm đêm thuộc phân họ Arctiinae, họ Erebidae.